# John Tressider
John Tressider (né le 1er janvier 1932 à Newcastle en Nouvelle-Galles du Sud) est un coureur cycliste australien. Actif sur piste dans les années 1950 et 1960, il est monté sur le podium du championnat du monde de vitesse amateur en 1954 (2e) et 1955 (3e). Professionnel de 1957 à 1962, il a remporté sept courses de six jours.

## Palmarès

### Championnats du monde
- Cologne 1954
  -  Médaillé d'argent de la vitesse amateur
- Milan 1955
  -  Médaillé de bronze de la vitesse amateur
- Copenhague 1956
  - 4e de la vitesse amateur

### Six jours at autres compétitions
- 1955
  - Grand Prix de Paris de vitesse amateur
- 1956
  - Grand Prix de Copenhague de vitesse amateur
- 1957
  - Six Jours de Louisville (avec Alfred Strom)
- 1958
  - Six jours de Cleveland (janvier, avec Steve Hromjack et Edouard Vandervelde)
  - Six jours de Cleveland (novembre, avec Edouard Vandervelde et Fred Weltrowski)
- 1960
  - Six Jours de Madrid (avec Ron Murray)
  - Six Jours de Lille (avec Ron Murray)
- 1961
  - Six Jours de Newcastle (avec Sydney Patterson et Bob Jobson)
- 1962
  - Six Jours de Newcastle (avec Sydney Patterson)